# M224 (minobacač)
M224 (eng. Lightweight Company Mortar System - LWCMS) je američki 60 mm minobacač namijenjen neizravnoj vatrenoj podršci lakim, zračno-desantnim, planinskim ili specijalnim jedinicama.